# Oncenio de Leguía
El Oncenio de Leguía fue la época del gobierno de Augusto Leguía en el Perú, entre 1919 y 1930. Se caracterizó por el desplazamiento del civilismo como fuerza política predominante, el culto a la personalidad y un estilo de gobierno dictatorial y populista. En lo económico se dio una gran apertura al capital extranjero, especialmente el estadounidense. Fortaleció al Estado, inició la modernización del país y emprendió un vasto plan de obras públicas, financiadas mediante empréstitos y cuyo fin inmediato fue festejar apoteósicamente el Centenario de la Independencia del Perú en 1921. En el aspecto ideológico, se produjo el derrumbe de los partidos tradicionales y el surgimiento de nuevas corrientes, como el aprismo y el socialismo.
Leguía había ya sido presidente constitucional entre 1908 y 1912. Su segundo gobierno iniciado en 1919 se prolongaría por once años, ya que, tras sendas reformas constitucionales, se reeligió en 1924 y en 1929. Por eso se le conoce con el nombre de 
Oncenio. Leguía denominó a su gobierno como la "Patria Nueva".
El Oncenio se divide en los siguientes períodos:
- Gobierno Provisional (4 de julio de 1919 – 12 de octubre de 1919).
- Primera elección (12 de octubre de 1919 – 12 de octubre de 1924).
- Segunda elección (12 de octubre de 1924 – 12 de octubre de 1929).
- Tercera elección (12 de octubre de 1929 – 25 de agosto de 1930).

Su último periodo se vio interrumpido por un golpe de Estado perpetrado por los militares, encabezados por el comandante Luis Miguel Sánchez Cerro.

## Ascenso al poder de Augusto B. Leguía (1919)
En las elecciones de 1919, convocadas por el entonces presidente José Pardo, se presentaron como candidatos Ántero Aspíllaga (presidente del Partido Civil y candidato oficialista) y Augusto Leguía (candidato de oposición). Los comicios se realizaron en un ambiente tranquilo y la tendencia apuntaba a que Leguía sería el triunfador. Pero hubo denuncias de vicios y defectos de parte de ambas candidaturas y el asunto pasó a la Corte Suprema, que anuló miles de votos que favorecían a Leguía. Hubo el riesgo de que las elecciones fueran anuladas por el Congreso, el cual debía ser entonces el encargado de elegir al nuevo presidente. El panorama no era muy alentador para Leguía, pues sus adversarios políticos dominaban el Congreso. Otra preocupación de Leguía era enfrentar una mayoría opositora en el parlamento, como había ocurrido en su primer gobierno.
Todo ello empujó a Leguía a dar un golpe de Estado, lo que se consumó en la madrugada del 4 de julio de 1919. Contando con el apoyo de la gendarmería y la pasividad del Ejército, los leguiístas asaltaron Palacio de Gobierno, apresaron al presidente Pardo, lo llevaron a la Penitenciaría y finalmente lo deportaron a Estados Unidos. Acto seguido, Leguía se proclamó presidente provisorio. El Congreso fue disuelto.
Leguía convocó inmediatamente a un plebiscito para someter al voto de la ciudadanía una serie de reformas constitucionales que consideraba necesarias; entre ellas se contemplaba elegir al mismo tiempo al presidente de la República y al Congreso, ambos con períodos de cinco años (hasta entonces, el mandato presidencial era de cuatro años y el parlamento se renovaba por tercios cada dos años). Simultáneamente convocó a elecciones para elegir a los representantes de una Asamblea Nacional, que durante sus primeros 30 días se encargaría de ratificar las reformas constitucionales, es decir, haría de Congreso Constituyente, para luego asumir la función de Congreso ordinario.
La Asamblea Nacional se instaló el 24 de septiembre de 1919 y fue presidida por el sociólogo y jurisconsulto Mariano H. Cornejo. Una de las primeras labores de dicha Asamblea fue hacer el recuento de votos de las elecciones presidenciales, tras lo cual ratificó como ganador a Leguía, quien fue proclamado presidente constitucional el 12 de octubre de 1919.

## La Constitución de 1920

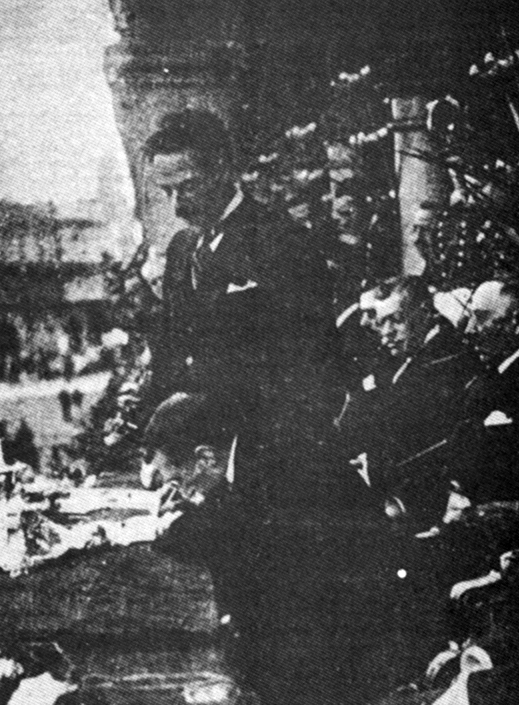
Leguía firmando la Constitución de 1920.

En la Asamblea Nacional se aprobó la Constitución de 1920, que reemplazó a la Constitución de 1860.
La nueva Constitución estableció un periodo presidencial de cinco años (aunque por el momento no contemplaba la reelección inmediata); la renovación integral del parlamento paralela a la renovación presidencial; los congresos regionales en el norte, centro y sur; el régimen semiparlamentario; la responsabilidad del gabinete ante cada una de las cámaras; el reconocimiento de las comunidades indígenas; la imposibilidad de suspender las garantías individuales, etc.
Una de las características más importantes de esta Constitución fue su protección de los pueblos y comunidades indígenas. Así en el artículo 58 de dicha Constitución se establece que: 

"El estado protege al estado indígena y dictara leyes especiales para su desarrollo, cultura en armonía con sus necesidades. La nación reconoce la existencia legal de las comunidades indígenas y la ley declaro los derechos que les corresponden".

A su vez el artículo 41 consignaba que los bienes de las comunidades indígenas son imprescriptibles, protegiendo de esa manera las tierras de propiedad comunal.
Pero muchas de las innovaciones constitucionales de corte progresista no fueron implementadas y quedaron solo en el papel.

## Instauración de la dictadura
Pese a que en teoría Leguía quiso sujetarse a la Constitución y realizar un gobierno con respeto a los principios democráticos, en la práctica su gobierno restringió las libertades públicas. En septiembre de 1919, las imprentas de los diarios El Comercio y La Prensa fueron asaltadas por turbas con evidente dirección gobiernista. La Prensa, donde se había parapetado la oposición, fue confiscada. De ese modo, la libertad de expresión quedó prácticamente sometida.  También se barrió con la oposición en el Congreso, que quedó sometida al Ejecutivo. Los diputados Jorge y Manuel Prado Ugarteche, el primero por la provincia de Dos de Mayo, y el segundo por la de Huamachuco, fueron apresados y exiliados.
De otro lado, acabó con las Municipalidades elegidas por voto popular para reemplazarlas por personal designado por el gobierno (las llamadas Juntas de Notables).
Los opositores al gobierno fueron perseguidos, presos, deportados y hasta fusilados. Destacan entre los desterrados el entonces joven líder estudiantil Víctor Raúl Haya de la Torre, que encabezó la célebre protesta en Lima contra la consagración al gobierno del Sagrado Corazón de Jesús del 23 de mayo de 1923, en la que fallecieron un obrero y un estudiante.  En el exilio, Haya fundó el APRA, partido de proyección continental inicialmente de ideario antiimperialista y antioligárquico. Otros opositores al gobierno, como los jóvenes periodistas José Carlos Mariátegui y César Falcón, fueron enviados a Europa en calidad de becados. Mariátegui, de regreso al Perú, fundó el Partido Socialista Peruano.
Otros exiliados fueron el coronel Óscar R. Benavides (expresidente del Perú), Arturo Osores, Luis Fernán Cisneros y Víctor Andrés Belaúnde. La isla de San Lorenzo, frente al Callao, fue habilitada como prisión pública donde se confinó a los opositores, sean estos profesionales civiles, militares o estudiantes. La isla de Taquile, en el Lago Titicaca, cumplió el mismo fin.

## La modernización del país
La modernización del país ya había sido tanteada por gobiernos anteriores, pero bajo el Oncenio de Leguía se dio su impulso definitivo. Las principales bases de este salto modernizador fueron las siguientes:
- El Estado, que se convirtió en el motor del desarrollo. Leguía consideró que el Estado debía fortalecerse e intervenir de una manera más dinámica y dominante, para promover la prosperidad del país. Se distanció así del modelo de Estado del civilismo, el mismo que se había apoyado en las teorías liberales. De esa manera el Presupuesto de la República creció enormemente, es decir, el Estado amplió radicalmente sus gastos, con el fin de implementar un vasto programa de obras públicas.
- El retorno de la política de los grandes empréstitos, algo que no ocurría en el Perú desde las décadas de 1860 y 1870. El mal recuerdo de estos últimos empréstitos, que habían provocado la bancarrota previa a la guerra con Chile, quedó superado y el gobierno concertó enormes empréstitos con la banca estadounidense, con los que financió su vasto plan de obras públicas. Se inició así la dependencia del Perú al capitalismo estadounidense que inevitablemente le obligaría a subordinarse a todo interés de dicha potencia, (ejemplo de esto último fue el Laudo de París y la solución del conflicto con Colombia, como veremos más adelante).

## La celebración del Centenario de la Independencia

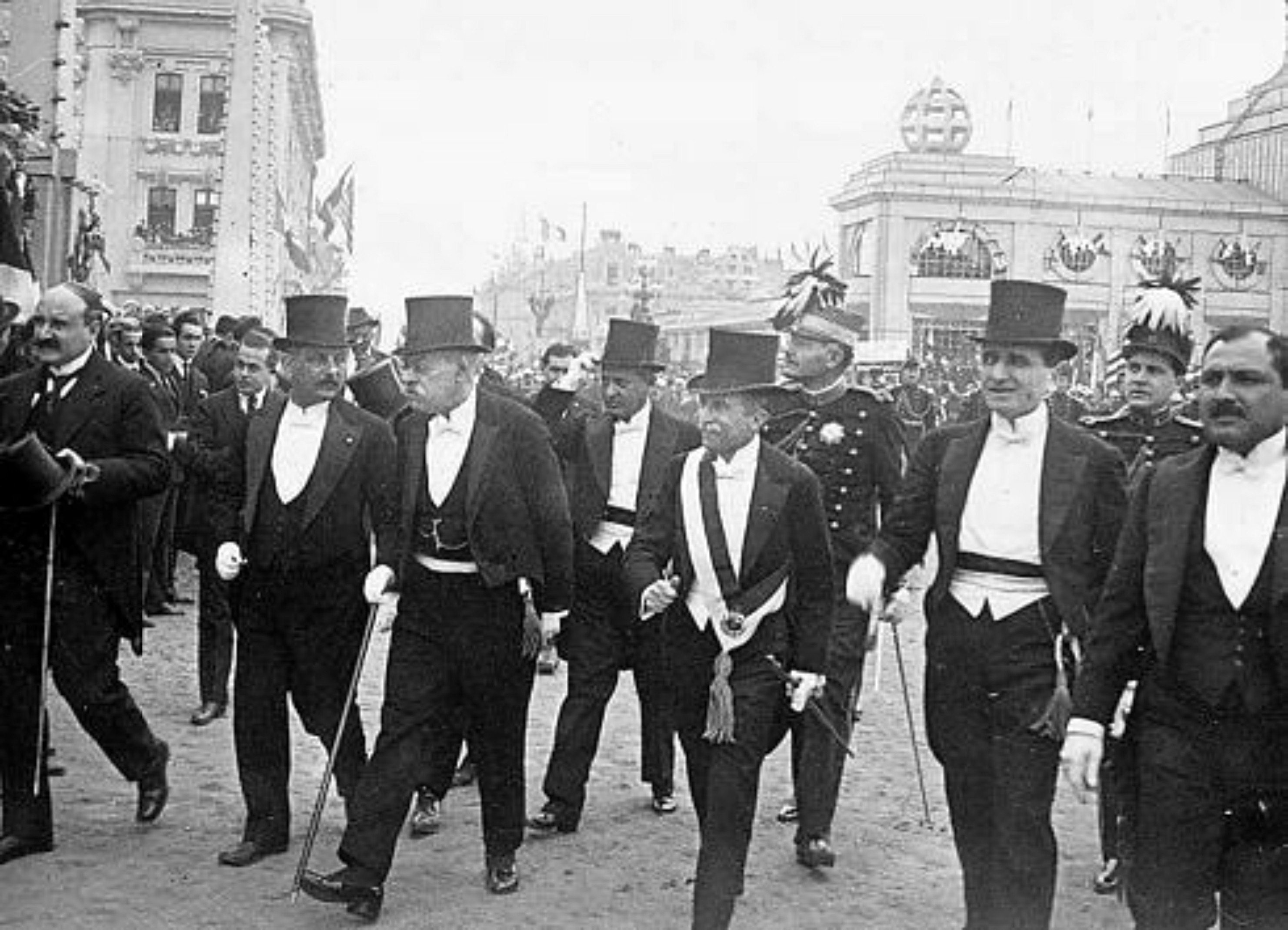
Leguía en las celebraciones de los 100 años de la Independencia del Perú.

Sin duda el suceso más resonante de este periodo fue la celebración apoteósica del Centenario de la Independencia (28 de julio de 1921). Llegaron 29 delegaciones extranjeras de países de América, Europa y Asia, siendo llamativas las ausencias de Venezuela (cuyo gobierno creyó equivocadamente que se había marginado al Libertador Bolívar de los homenajes) y Chile (que no fue invitado pues mantenía un conflicto territorial con Perú). Autoridades y pueblo en general no escatimaron esfuerzos para celebrar magníficamente el Centenario, a pesar del incendio que arrasó el Palacio de Gobierno, entre otras dificultades. Dicho incendio ocurrió el 3 de julio de 1921, arrasando la planta baja de Palacio, aunque, por disposición de Leguía, fue reconstruido en las semanas siguientes, quedando listo el local para recibir a las delegaciones e invitados especiales a la fiesta del Centenario.
Cada nación amiga hizo un obsequio al Perú, teniéndose entre los principales, el Estadio Nacional (Reino Unido); el Museo de Arte Italiano (Italia); la torre con el reloj del Parque Universitario (Alemania); la fuente de agua en el Parque de la Exposición (China); el monumento al Trabajo (Bélgica); el Arco Morisco, que se construyó al principio de la Avenida Arequipa (entonces denominada Avenida Leguía), obsequio de la colonia española; el monumento a Manco Cápac, en la plaza Leguía, regalo de la colonia japonesa; y otros más.
Hubo suntuosas fiestas en el Palacio de Gobierno, en los clubes, carreras hípicas de gala, fiestas populares, la gran parada militar, desfiles escolares, desfiles de carros alegóricos, y una serie de inauguraciones.
Uno de los actos más emotivos lo constituyó, sin duda, la inauguración del monumento al generalísimo José de San Martín, en la plaza que desde entonces lleva su nombre.
En diciembre de 1924 se realizaron nuevamente fastuosas celebraciones en Lima y Ayacucho, esta vez con motivo del primer centenario de la batalla de Ayacucho, la misma que había sellado la independencia del Perú y de América continental. En tal ocasión se inauguraron el Gran Hotel Bolívar (frente a la Plaza San Martín) y los monumentos al almirante Du Petit Thouars y al mariscal Sucre, este último en una plaza junto al Parque de la Reserva.

## El problema de La Brea y Pariñas. El Laudo de París

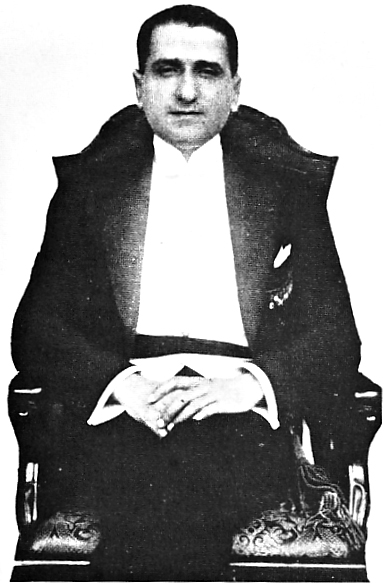
Alberto Salomón Osorio, canciller del Oncenio.

Leguía encaró el espinoso asunto de la La Brea y Pariñas. Este era un pleito que consistía en que la compañía estadounidense International Petroleum Company (IPC, filial de la Standard Oil de New Jersey) explotaba los yacimientos petrolíferos de La Brea y Pariñas (norte del Perú) sin aportar al fisco el monto real de los impuestos a los que estaba obligada según la ley peruana, aprovechando un antiguo error en la mensura de las pertenencias. El Congreso en 1918 había acordado que el asunto se sometiera a un arbitraje internacional. Pero Leguía, presionado por el gobierno estadounidense, prefirió llegar a un acuerdo transaccional. Este fue firmado el 2 de marzo de 1922, entre el canciller peruano Alberto Salomón y el representante inglés Mr. A. C. Grant Duff. Este Convenio Transaccional Salomón-Grant Duff fue presentado al Tribunal Arbitral, que se reunió en París y estuvo conformado por el presidente de la Corte Federal Suiza y los representantes del gobierno peruano e inglés. El 24 de abril de dicho año de 1922, sin mayor discusión, aprobaron el Convenio Transaccional al que otorgaron el carácter de Laudo cuyas condiciones obligaban a las altas partes contratantes como solución a la controversia surgida.
Los acuerdos del llamado Laudo de París eran los siguientes:
1. La propiedad de "La Brea y Pariñas" comprendía una extensión de 41.614 pertenencias y abarcaba el suelo y subsuelo o zona mineralizada.
2. Los propietarios y arrendatarios abonarían durante 50 años la cantidad de treinta soles anuales por pertenencia en trabajo y un sol por pertenencia no trabajada. Las pertenencias que dejaran de ser explotadas pagarían un sol y las que fueran abandonadas pasarían a poder del gobierno.
3. Los propietarios y/o arrendatarios pagarían el impuesto de exportación correspondiente, el que no podría ser aumentado durante veinte años.
4. Los propietarios solo pagarían un millón de pesos, oro americano, por contribuciones devengadas al 31 de diciembre de 1921. A su vez el gobierno del Perú dejaba sin efecto resoluciones anteriores que se opusieran al espíritu y ejecución de lo estipulado en el Laudo.

Este laudo arbitral era, a todas luces, adverso a los intereses del Perú, pues establecía un régimen de excepción tributaria para los dueños y explotadores de La Brea y Pariñas. El Fisco dejó así de recibir sustanciosas cantidades de dinero como impuestos. El gobierno de Leguía sentó así un precedente de sumisión a los intereses estadounidenses que daría motivo a protestas nacionalistas a lo largo de varias décadas.

## Cesión a perpetuidad de los ferrocarriles a la Peruvian Corporation
Otro convenio controversial fue el firmado con la Peruvian Corporation. Esta compañía inglesa tenía a su cargo desde 1890 la explotación de los ferrocarriles nacionales, que debía ser por un plazo determinado, según lo estipulado en el Contrato Grace. En 1907, dicho plazo fue extendido hasta 1973. Sin embargo, en 1928, el gobierno de Leguía firmó con la Peruvian un nuevo contrato de permuta, por el cual le cedía a perpetuidad los ferrocarriles nacionales a cambio de algunas compensaciones. En la década de 1970, bajo el Gobierno Revolucionario de la Fuerza Armada, se puso término a esta situación con la estatización de los ferrocarriles y su explotación a través de la empresa estatal Enafer Perú.

## Las reelecciones
Cuando se acercaba el fin de su mandato en 1924, Leguía hizo reformar el artículo de la Constitución que prohibía la reelección presidencial inmediata, contando con el apoyo de un sumiso Congreso. Hasta Germán Leguía y Martínez, primo suyo y ministro de Gobierno, se opuso a dicho plan reeleccionista, por lo que sufrió prisión y destierro. Barrida toda oposición, Leguía fue reelegido en elecciones que no contaron con garantía alguna y juró un nuevo periodo presidencial de cinco años (1924-1929).
En 1929, acercándose el fin de su segundo gobierno consecutivo, Leguía propuso reformar nuevamente la Constitución, para permitir su reelección indefinida. El Congreso realizó la enmienda y Leguía fue reelegido en otras elecciones fraudulentas, para un tercer periodo consecutivo de cinco años, pero que solo duraría hasta 1930.

## Las rebeliones en provincias
La oposición contra el régimen leguiísta fue en aumento. Estallaron rebeliones en provincias: en Cuzco, Puno, Loreto, Apurímac, Huacho, Chicama, y sobre todo en Cajamarca.
- El 5 de agosto de 1921 estalló en Iquitos un pronunciamiento encabezado por el capitán Guillermo Cervantes, quien asumió la prefectura y enfrentó a las fuerzas gobiernistas enviadas para someterlo. Pero la falta de apoyo del resto del país, el temor de la población civil y la deficiencia moral de sus soldados, obligaron a Cervantes a retirarse al Ecuador (enero de 1922).[30]
- El tenaz líder político Augusto Durand, que se hallaba desterrado, regresó en 1923 para organizar una revolución contra los planes reeleccionistas de Leguía. Luego de ingresar por la frontera desde Tumbes, marchó a caballo hacia Piura, pero fue apresado en Paita. Fue subido a bordo del crucero Almirante Grau, que zarpó rumbo al Callao, el 27 de marzo de 1923. Durand se hallaba enfermo y postrado con agudos dolores. Su estado fue agravándose paulatinamente, hasta que falleció el 31 de marzo, antes que el buque llegara a su destino. La autopsia practicada a su cuerpo determinó que tenía una hernia diafragmática estrangulada del estómago, originada por el balazo que sufriera en un atentado en 1919. Es decir, su muerte se había producido al agravarse una dolencia que ya padecía. Sin embargo, surgió la versión de que en realidad había sido envenenado, acusándose al gobierno leguiísta de maquinar tal crimen.[31]
- En noviembre de 1924, el doctor Arturo Osores, el coronel Samuel del Alcázar (excombatiente de la guerra del Pacífico) y el teniente Carlos Barreda, tras permanecer en el destierro, regresaron clandestinamente al Perú, con el propósito de organizar una revolución. Reunieron a las bandas armadas que actuaban en el departamento de Cajamarca, como aquella que estaba encabezada por el célebre Eleodoro Benel. Al frente de 150 hombres asaltaron la ciudad de Chota, logrando reducir a las tropas que lo guarnecían (20 de noviembre de 1924). Los rebeldes permanecieron en Chota durante cuatro días, mientras que las fuerzas gobiernistas se reorganizaban. Finalmente estas atacaron y derrotaron a los rebeldes en la hacienda Churrucancha, a dos leguas de Chota. El 29 de noviembre Zavala y sus soldados entraron en Chota y al día siguiente el coronel Alcázar y el teniente Barreda fueron fusilados sin proceso. Osores, que se hallaba enfermo, huyó rumbo a la costa, pero fue capturado. Fue recluido en la isla San Lorenzo, junto con su esposa y sus hijos, durante casi seis años, hasta que en 1929 todos ellos fueron embarcados rumbo a los Estados Unidos.[32]

## Rebeliones de indígenas
Pese a que Leguía fundó el Patronato de la Raza Indígena y mostró su interés en legalizar a las comunidades, durante su gobierno se produjeron muchas rebeliones de indígenas, que fueron suprimidas severamente. Una de las razones del descontento fue la Ley de Conscripción Vial, que obligaba a la población a trabajar como peones en las obras viales. Otra razón fue el abuso del gamonalismo, un sistema de explotación de los campesinos de las haciendas, caracterizado por su productividad y rentabilidad, el derroche de fuerza de trabajo y la exclusión cultural de sus peones agrícolas. Los gamonales ostentaban un apreciable poder local y eran los más firmes propagadores de la tesis de la inferioridad racial del indígena, tachándola de vicios que ellos mismos procuraban mantener, como la ignorancia, el consumo de alcohol y coca. Las comunidades indígenas seguían, sin embargo, subsistiendo pese a que los gamonales hacían todo el esfuerzo por arrebatarles sus tierras y reducir al indio a la condición de siervo.
En 1921 hubo matanzas de indígenas en Layo y Tocroyoc (Cuzco). Entre 1922 y 1927 hubo una serie de sublevaciones en Ayacucho, La Mar, Tayacaja, Huancané, Azángaro y Quispicanchis.
Una secuela de ese descontento fue el bandolerismo que proliferó en las provincias. No había provincia que no contara con su bandolero célebre. Muchos de ellos llegaban incluso a enfrentarse entre ellos, cuando no andaban huyendo de las fuerzas del orden. Un bandolero era, propiamente, un asaltante de caminos, pero también podía tener un ideario político y ser una suerte de montonero que apoyaba a algún caudillo o una tendencia política. Célebres bandoleros fueron Luis Pardo, que actuó en el callejón de Huaylas; y Eleodoro Benel, que tuvo su radio de acción en Cajamarca. El accionar de los bandoleros ha sido por lo general marginado por los historiadores, habiendo sido los literatos los encargados de conservar su memoria, como se puede apreciar en las obras de Enrique López Albújar y Ciro Alegría.

## Surgimiento de nuevos partidos políticos
Durante el Oncenio surgieron los primeros partidos políticos modernos del Perú, que reemplazaron a los viejos o tradicionales ya extintos o en decadencia (como el Civil, el Democrático, el Constitucional y el Liberal). Los principales de ellos fueron:
- La Alianza Popular Revolucionaria Americana (APRA), fundado el 7 de mayo de 1924 por Víctor Raúl Haya de la Torre en México, como un movimiento político de proyección continental, de carácter antiimperialista y que pregonaba la formación de un frente único de trabajadores manuales e intelectuales para enfrentar a las oligarquías entonces dominantes en los gobiernos de Latinoamérica (o Indoamérica, como prefería Haya denominarla). En 1930 se fundó en el Perú el Partido Aprista Peruano.[38]
- El Partido Socialista Peruano, fundado en 1928 por José Carlos Mariátegui, destacado pensador y sociólogo marxista, autor de los 7 ensayos de interpretación de la realidad peruana. Mariátegui adoptó como ideario el marxismo-leninismo, aunque sin caer en dogmatismo. Proponía un socialismo adaptado a la realidad peruana.[39]

## Obras

### Política hacendaria
- Practicó una política de empréstitos, obtenidos de la banca y de capitalistas estadounidenses, que se destinó para financiar diferentes obras públicas. La deuda llegó a los 150 millones de dólares en 1930.[40] Ya en las postrimerías del régimen, la crisis mundial de 1929 afectaría directamente a la población y fue el factor que aceleró la caída de Leguía.[41]
- Fue creado el Banco de Reserva, con la función específica de regularizar la compra y la venta de moneda extranjera y mantener la estabilidad del cambio.[42] Otros bancos creados fueron el Banco Hipotecario,[43] el Banco de Crédito Agrícola Intermediario del Perú y la Caja Nacional de Ahorros.[44]
- Se estableció el estanco del alcohol, pero no dio resultados y se volvió al régimen del impuesto.[45]
- Se crearon los estancos de los naipes y de los fósforos.[45]
- Se elevaron considerablemente los impuestos.[45]
- Se creó el impuesto a los cigarrillos, cuyo producto se destinó a la construcción de puentes y caminos.[46]
- Entró en vigencia la ley del impuesto de timbres y papel sellado.[46]
- El Presupuesto General de la República fue reformado por una ley orgánica de 1922.[44] Para la fiscalización de sus funciones y a sugerencia de la misión Kemmerer fue creada la Contraloría General de la República.[47]
- Por Ley N.º 6746 se estableció como unidad monetaria el Sol de Oro.[48]

### Obras públicas
- Se realizó una gran obra vial o caminera, tarea primordial según el ideario progresista del Oncenio. Se concluyeron las obras iniciadas en gobiernos anteriores y se emprendieron otras nuevas. Se inició la construcción de los caminos carreteros de Lima a Canta, de Pampas a Huancayo, de Cerro de Pasco a Huánuco, de Abancay al Cuzco, de Sayán a Oyón, de Concepción a Puerto Ocopa y continuaron la construcción de vías ferroviarias de Cuzco a Santa Ana, de Tambo del Sol a Pachitea, de La Mejorada a Ayacucho y de Huancayo a Huancavelica. Se construyeron en total más de 18.000 km de carretera y se invirtieron más de cien millones de soles.[49]
- En el marco de la política vial, en 1920 se dictó la ley de Conscripción Vial que obligaba a todos los hombres de 18 a 60 años de edad a trabajar gratuitamente por espacio de 6 a 12 días al año, en la construcción y apertura de carreteras. El ciudadano podía eximirse del servicio a cambio de un pago equivalente a los jornales; por esta razón, esta medida afectó básicamente a la población indígena, mayoritariamente pobre. La aplicación de esta ley ocasionó protestas y sublevaciones, como la ocurrida en Huaraz en 1925.[50][51]
- Se construyó el ferrocarril de Chimbote a Recuay.[52] Se concluyó el ferrocarril de Huancayo a Huancavelica (el célebre «Tren macho»), y el de Cuzco a Santa Ana.[53]
- Se construyeron las atarjeas o plantas de tratamiento de agua potable de Lima, Arequipa, Cuzco, Trujillo, Huacho, etc.[54]
- Se inició la construcción de diversas obras portuarias en el Callao, entre ellas el terminal marítimo. Para tal fin se contrató a la compañía estadounidense The Frederick Snare Corporation.[55]
- Se pavimentaron muchas calles de la ciudad de Lima.[56]

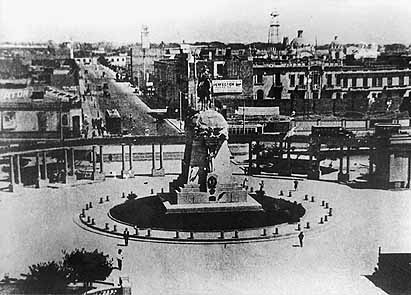
Plaza San Martín (Lima), en 1921.

- Se finalizó la construcción de la Plaza San Martín, en el centro de Lima, en el marco de la celebración del Centenario de la Independencia.[18]
- Se construyó el Palacio Arzobispal;[57] se inició la construcción del Palacio de Justicia;[52] y se empezó a reconstruir el Palacio de Gobierno, tras ser afectado por un grave incendio, en días previos a la celebración del Centenario de la Independencia.[17]
- Se iniciaron los trabajos de edificación de la avenida Leguía (hoy Arequipa), entre Lima y Miraflores; y fueron terminadas e inauguradas las avenidas El Progreso (hoy Venezuela) y La Unión (hoy Avenida Argentina), las cuales conectan a Lima con el Callao.[58]
- En 1922 se emitió un decreto que trataba de normar las edificaciones y en 1924 fue promulgado un reglamento de urbanizaciones. Así surgieron, con calles pavimentadas y dotadas de agua y desagüe, Santa Beatriz, San Isidro, Breña, Surquillo, Jesús María, San Martín y Chacra Colorada. En particular, Santa Beatriz, edificada sobre el antiguo fundo del mismo nombre, se convirtió en el modelo de urbanización que impulsaba el régimen.[59]
- Se construyó el Gran Hotel Bolívar, en el centro de Lima, que fue inaugurado en 1924, durante los festejos por el centenario de la batalla de Ayacucho.[58]
- Se iniciaron importantes obras de irrigación en la costa a fin de convertir las desiertas pampas en fértiles tierras. Se inició la irrigación de la Pampa de Olmos (Lambayeque), gigantesco proyecto a cargo del ingeniero estadounidense Charles Sutton, que fue paralizado en 1930 y no se retomaría sino hasta 1980.[60]  Se iniciaron o concluyeron las obras de irrigación de Imperial (Cañete),[61] La Chira y Sechura (Piura) y La Esperanza (Chancay).[62] Se estudió la irrigación de las pampas de La Joya (Arequipa).[52]
- Se fomentó la colonización en la selva. Se estableció un centro experimental de colonización en Satipo y Pangoa y se envió colonos rusos a Marcapata, Apurímac, y polacos a la zona del Satipo y Pangoa.[48]
- Se facilitó la llegada de inmigrantes extranjeros, con la intención de colonizar zonas agrícolas despobladas, especialmente en la selva. Sin embargo, solo la inmigración japonesa se incrementó por esos años, mientras que la europea no tuvo éxito. Si bien en 1923 se prohibió la inmigración de japoneses por contrato de trabajo, entre 1924 y 1930 ingresaron 7933 japoneses al Perú, atraídos por sus connacionales ya instalados y que habían prosperado en actividades comerciales.[63] En cuanto a la inmigración europea, solo llegaron en escaso número rusos y polacos, que fueron enviados a colonias agrícolas de la sierra y la selva.[64]

### Política agropecuaria
Se dio un apoyo notable al desarrollo de la agricultura y la ganadería.
- Se realizó una fuerte campaña para intensificar el sembrío del trigo.
- Se crearon centros agropecuarios y escuelas agrícolas en zonas rurales.
- Se formó una Junta de Sanidad Vegetal para controlar el buen estado de las plantas y semillas introducidas en el país.
- Se acrecentó el cultivo del arroz en la costa.
- Se produjo un auge de los productos agroindustriales como el algodón y la caña de azúcar.
- Se estableció una granja modelo en Puno, para mejorar la ganadería.
- Se prohibió la exportación de la lana de vicuña para evitar la extinción de esta especie.
- Se importó ganado ovino de la raza corriedale de Nueva Zelanda.

### Política minera
Se dieron diversas medidas que se dictaron para mejorar la actividad minera en el país.
- Se creó la Dirección de Minas.
- Se nombró una comisión para el estudio de los recursos mineros.
- Con el fin de lograr un mejor rendimiento en la extracción minera se mandó levantar un mapa catastral y otro geológico de las zonas mineras de Castrovirreyna, Hualgayoc, Viso, Aruri, Tumbes, Paita y Piura.
- Se iniciaron los estudios de los yacimientos de hierro de Marcona y la construcción de una fundición de plomo en el asiento minero de Casapalca.
- Fue reorganizado el Cuerpo de Ingenieros de Minas.
- Se estableció el Museo de Minería.
- Se fundaron escuelas prácticas de minería destinadas a adiestrar personal técnico.
- Gracias a las medidas tomadas por el gobierno aumentó considerablemente la producción de carbón y cobre.
- La explotación petrolera cobró auge. Gracias al apoyo prestado por el Estado, el Perú alcanzó el séptimo lugar en el mundo en la producción de petróleo.
- En 1929, tres grandes empresas extranjeras (Cerro Corporation, Northern Perú Mining y Vanadium Corporatiom) tenían a su cargo no menos del 97 % de las exportaciones totales de metales (cobre, plomo, bismuto, oro, plata, zinc y vanadio). La crisis de 1929 cambiaría ese panorama.[67]

### Gobierno y Policía
Se dio especial atención al desarrollo de las comunicaciones, al mantenimiento del orden público y a la mejora de los servicios policiales.
- Se mejoraron los servicios de correos y telégrafos, los cuales, fusionados con el servicio radiotelegráfico, fueron entregados a la administración de la compañía inglesa Marconi Wireless Telegraph Company en 1921, por un periodo de 25 años. El contrato sería anulado en 1931, aunque se firmó uno nuevo en 1935 con la misma empresa.[69] Este fue el antecedente de la radio en el país.
- Se creó la Escuela de la Guardia Civil y Policía, a cargo de instructores españoles (1919). La Guardia Civil reemplazó a la antigua gendarmería en la tarea de mantener el orden interno.[70]
- Iniciaron sus actividades comerciales las siguientes compañías de aviación: The Huff Daland Dunsters Ins. (que estableció un servicio de vuelos entre Lima y los Estados Unidos); la Compañía de Aviación Faucett (que en sus inicios dio servicios de transporte de carga, correspondencia y pasajeros a lo largo de la costa peruana); y la Compañía Nacional de Aviación (que cubrió diversas rutas a lo largo y ancho del territorio peruano).[71] El piloto estadounidense Elmer J. Faucett fue uno de los que impulsaron la aviación comercial en el Perú; su compañía fue la primera aerolínea nacional del Perú.[72]

### Política laboral
Siguiendo la corriente del avance de los derechos de obreros y empleados a nivel mundial, Leguía se preocupó por impulsar leyes en dicho sentido. 
- Se dio la Ley N° 4916 de 7 de febrero de 1924, que establecía la compensación por tiempo de servicios a los empleados. Quedó establecido que, en caso de despido, el empleado debía ser indemnizado con el equivalente a un sueldo mensual por cada año de servicio. También se fijó un plazo para ser despedido del trabajo y se exigió al empleador dar una póliza de vida al trabajador.[73]
- Se nombraron comisiones para atender los problemas laborales. Fueron instalados el Consejo Superior de Trabajo y Provisión Social, el servicio oficial de inspección de los centros industriales y el Consejo Superior Consultivo sobre accidentes de trabajo, como organismo dependiente del Ministerio de Fomento.[74]
- Por resolución suprema de 21 de octubre de 1922 se otorgaron los beneficios de jubilación y cesantía a los servidores de las Empresas Eléctricas. Por ley N.º 5967 se hicieron extensivos los goces de invalidez, jubilación, cesantía y montepío a los médicos del servicio de salubridad pública. Otra extensión se hizo a los maestros. Se trata de los antecedentes más remotos de la implantación del seguro social.[75]

### Defensa nacional
En este campo, se adquirió material bélico, se mejoraron los servicios de administración y se tecnificó a la fuerza armada en sintonía con los avances de la técnica militar a nivel mundial.
- Por decreto especial expedido en abril de 1923 fue creada la Aviación como arma integrante del Ejército.
- Se fundó en 1919 la Escuela de Aviación Militar, a cargo de una misión francesa, que al principio funcionó en Bellavista, y más tarde en Las Palmas. El 27 de noviembre de 1923, mediante un dispositivo legal cambió su nombre por el de Escuela de Aviación Militar Jorge Chávez,[76] hasta que en junio de 1931 empezó a llamarse Escuela Central de Aviación. A partir de 1950 recibió el nombre que lleva hasta ahora: Escuela de Oficiales de la Fuerza Aérea Peruana (EOFAP).
- Se creó la Base Aérea de Ancón, para el servicio de hidroaviones (aviación naval).[77].
- El arma submarina hizo su aparición con la adquisición de cuatro submarinos artillados y provistos de torpedos, los llamados R—1, R—2, R—3 y R—4, que prestaron servicios hasta la década de 1950.[78]
- En 1920, se creó el Ministerio de Marina, independizándose así del Ministerio de Guerra.[78] En 1929, pasó a llamarse Ministerio de Marina y Aviación.[79]
- El paracaidismo se inició el 25 de enero de 1925 cuando el joven italiano Humberto Ree se lanzó desde la altura de 2000 m sobre el campo de aterrizaje de Las Palmas. El 16 de mayo de 1928, el comandante Fernando Melgar, director de la Escuela de Las Palmas, se lanzó de similar altura, siendo el primer peruano en realizar esa hazaña.[80] Años después, durante la guerra con el Ecuador de 1941, el Perú fue el primer país de Sudamérica que realizó una operación militar de paracaidistas en Ciudad Bolívar.
- En 1929 se creó la condecoración Cruz Peruana de Aviación.

### Política sanitaria
- Gracias a la ayuda de la Fundación Rockefeller fue erradicada la fiebre amarilla.[54]
- Se fundó la Liga Anti-tuberculosa, para prevenir y curar dicha enfermedad.[54]
- Para la protección de la niñez se estableció la Junta de Defensa del Niño.[54]
- Se fundó el Instituto del Cáncer.[54]
- Se estableció la Oficina Técnica Sanitaria, como dependencia del ramo de Salubridad Pública.[54]
- Se construyeron diversos hospitales en Lima y provincias. En Lima se construyó en la avenida Alfonso Ugarte el Hospital Arzobispo Loayza, inicialmente de atención preferente para las mujeres;[81]  y en la avenida Brasil se elevó el moderno Hospital del Niño Julia Swayne de Leguía[82] (actual Instituto Nacional de Salud del Niño-Breña). Hasta entonces, los niños enfermos eran internados en los hospitales normales. El Hospital del Niño mejoró en mucho la atención de la infancia y la niñez, y fue concebido para que tuviera también asistencia gratuita.
- Para velar por la salud y la seguridad del obrero se estableció la Dirección de Higiene Industrial.[54]
- Se fundó la Liga Nacional Antivenérea.[54]
- Se realizó una gran obra de saneamiento a nivel nacional. Se inauguraron los servicios de agua y desagüe en Cuzco, Miraflores, Magdalena Vieja, Magdalena del Mar y San Miguel. Se instaló la red de agua potable en Arequipa y se dio comienzo a las obras de Puno, Pacasmayo e Iquitos.[54]

### Aspecto internacional
Leguía, continuando su política de definición de las fronteras internacionales iniciada en su primer gobierno (1908-1912), impulsó los definitivos tratados limítrofes con Colombia y con Chile. Al respecto, existe en el Perú una corriente nacionalista que ha denigrado esta política, calificando a sus arreglos limítrofes como supuestamente «entreguistas». Aunque haya tenido alguno que otro error, Leguía tuvo al menos la decisión de resolver de forma definitiva viejos conflictos fronterizos que sus antecesores habían venido prorrogando de manera irresponsable y peligrosa.

#### El arreglo de límites con Colombia

Frontera peruano-colombiana, según lo establecido por el Tratado de 1922.

Leguía entabló conversaciones con Colombia para solucionar definitivamente el asunto fronterizo, que tendía a convertirse en centenario, ya que se remontaba a la época de la independencia. Colombia aspiraba legitimar su frontera desde el río Caquetá hasta el río de Putumayo (franja territorial que el Perú ocupaba de hecho, gracias al accionar de los caucheros peruanos), así como obtener acceso al río Amazonas.
Gobiernos peruanos anteriores se habían negado ceder a las pretensiones colombianas, pero Leguía, en su obsesión por solucionar de una vez el litigio, impulsó el Tratado Salomón-Lozano, que suscribieron el canciller peruano Alberto Salomón y el ministro colombiano Fabio Lozano Torrijos, en Lima, el 24 de marzo de 1922. Ello significó ceder a Colombia una extensa porción territorial comprendida entre los ríos Caquetá y Putumayo (zona en disputa) y el llamado Trapecio Amazónico, donde se hallaba la población peruana de Leticia, ribereña al río Amazonas. De esa manera Colombia lograba acceso a este río, que hasta entonces solo lo compartían Perú y Brasil. En compensación, el Perú recibió el llamado Triángulo San Miguel-Sucumbios, que en la práctica no llegó a ocupar y que en 1942 cedería a Ecuador.
El tratado fue aprobado por el Congreso sumiso a Leguía en 1927 y fue puesto en ejecución el 17 de agosto de 1930, pocos días antes de la caída de Leguía.  Al hacerse público el tratado, provocó una gran resistencia entre los peruanos que habitaban las zonas afectadas, surgiendo así un estado conflictivo entre ambas naciones que se agudizaría en 1932.
Se dijo que Leguía firmó este tratado con Colombia bajo presión de  los Estados Unidos, que quería de alguna manera compensar a Colombia por la independencia de Panamá. Pero también debió primar en Leguía cálculos geopolíticos: con el tratado se ganaba como aliado a Colombia, que hasta entonces se había mostrado cercano al Ecuador en su reclamo de territorios amazónicos peruanos. De hecho, al enterarse de la firma del tratado, Ecuador rompió relaciones con Colombia. Y es que una alianza colombiana-ecuatoriana contra el Perú habría tenido consecuencias desastrosas para este último, sin lugar a dudas.
Historiadores peruanos como Jorge Basadre y Gustavo Pons Muzzo coinciden en que el Tratado Salomón-Lozano fue un error de la diplomacia de Leguía, al considerar que Colombia salió con más ventaja en la cesión territorial y que el Perú renunciaba a una política de defensa de su territorio que había mantenido hasta entonces invariable. Esta interpretación es la que se ha perpetuado en la enseñanza peruana y la que ha originado la leyenda negra de Leguía. De otro lado, en Colombia se considera que fue un acuerdo transaccional, es decir, que ambas partes renunciaron a sus pretensiones máximas, se hicieron mutuas concesiones y llegaron a un acuerdo equilibrado.

#### El arreglo de límites con Chile

Mapa explicativo de la Cuestión de Tacna y Arica y su posterior solución, que incluye el caso particular de Tarata.

Leguía se propuso también resolver definitivamente el problema con Chile referido a la cuestión de Tacna y Arica. A medida que transcurrían los años, se hacía inalcanzable la realización del plebiscito convenido inicialmente en el Tratado de Ancón de 1883 para decidir la suerte de las provincias peruanas de Tacna y Arica, cautivas en Chile desde la guerra del Pacífico de 1879-1883.
Al ser sometido el litigio al arbitraje del presidente de los Estados Unidos Calvin Coolidge, este dio su fallo (laudo) el 4 de marzo de 1925, resolviendo la realización del plebiscito. Este laudo no fue bien recibido por la opinión pública peruana, demasiado consciente del proceder de Chile sobre dichas provincias, a las que había sometido a una desalmada política de «chilenización» durante muchos años. En efecto, los comisionados estadounidenses que llegaron a supervisar el plebiscito, generales John J. Pershing y William Lassiter, comprobaron que este era impracticable por la inexistencia de condiciones mínimas para una consulta popular justa y objetiva.
El plebiscito no se realizó y ambas partes volvieron a las negociaciones directas, que culminaron en el tratado firmado el 3 de junio de 1929, en Lima, entre el canciller peruano Pedro José Rada y Gamio y el representante chileno Emiliano Figueroa Larraín (por eso se le conoce también como Tratado Rada y Gamio-Figueroa Larraín). Ambas partes renunciaron definitivamente a la realización del plebiscito con el siguiente arreglo: Tacna regresaría al seno de la patria peruana, pero Chile se quedaría con Arica. Además se otorgaron otras concesiones para el Perú en Arica, como un muelle y su infraestructura aduanera, la posesión sobre la Casa de la Respuesta, la posesión sobre la estación del ferrocarril Tacna-Arica y el recorrido de su línea, las fuentes de aguas del Uchusuma y del Maure, entre otras servidumbres.
El 28 de agosto de 1929 se realizó la reincorporación de Tacna al Perú.

### Aspecto educativo y cultural
- Se desarrolló un vasto plan educacional, contando para ello no solo con el rubro correspondiente del Presupuesto General de la República, sino con los ingresos provenientes del impuesto a la cerveza, aplicada en Lima, Callao y balnearios.
- Se dotó de material didáctico a las escuelas del Estado.[65]
- Se crearon colegios nacionales en provincias: uno para varones en Iquitos, y otros para mujeres en Cajamarca, Huaraz, Trujillo y Puno.[65] En 1928 se fundó en Lima el primer Colegio Nacional de Mujeres, actual Rosa de Santa María.[96]
- Se creó una Escuela de Artes y Oficios en Cajamarca y otra en Cuzco.[65]
- Se transformó la Escuela Normal de Varones en Instituto Pedagógico para la formación de maestros de educación secundaria.[65]
- Se crearon escuelas industriales en Iquitos, Huaraz, Pomabamba, Moquegua, Yurimaguas y Lima; y escuelas normales para indígenas en Cuzco y Huancayo.[65]
- Fue inaugurado el Museo Arqueológico Larco Herrera y fue organizado el Museo Bolivariano. El Estado adquirió el Museo Brüning de Lambayeque.[68]
- Se instaló el Patronato Nacional de Arqueología destinado a custodiar los restos de las culturas prehispánicas.[68]
- Se incrementaron las bibliotecas escolares y se implementó el desayuno escolar.[68]
- Se estableció el sistema de concursos para la provisión de cargos dentro del escalafón magisterial.[68]
- En el campo de la educación superior, estalló el deseo de la reforma entre los estudiantes universitarios, que se acercaron a los sectores obreros para constituir una fraternidad. Uno de los líderes estudiantiles fue Haya de la Torre. Los estudiantes exigieron una serie de reformas, como la tacha de profesores incompetentes y la participación del alumnado en el consejo universitario. En 1920 se celebró en el Cuzco el primer Congreso de estudiantes, presidido por Haya. Se crearon también las universidades populares González Prada. Si bien el gobierno apoyó muchos de los pedidos de los estudiantes, cometió a la vez una serie de atropellos contra la autonomía universitaria que llevaron al receso de la Universidad de San Marcos (hasta 1922).[97]
- En la Universidad de San Marcos se creó la Facultad de Ciencias Económicas, que reemplazó a la Facultad de Ciencias Políticas y Administrativas.[68]
- Fue en este periodo en que se manifestó el movimiento literario y artístico llamado Indigenismo. La literatura peruana brilló con figuras como Ventura García Calderón, Enrique López Albújar, César Vallejo, Alcides Spelucin, Carlos Oquendo de Amat, Alberto Hidalgo, Alberto Guillén, entre otros. En la historia y sociología descuellan Luis E. Valcárcel, José Carlos Mariátegui, Víctor Raúl Haya de la Torre; y en pintura, José Sabogal.[98]

## Derrocamiento

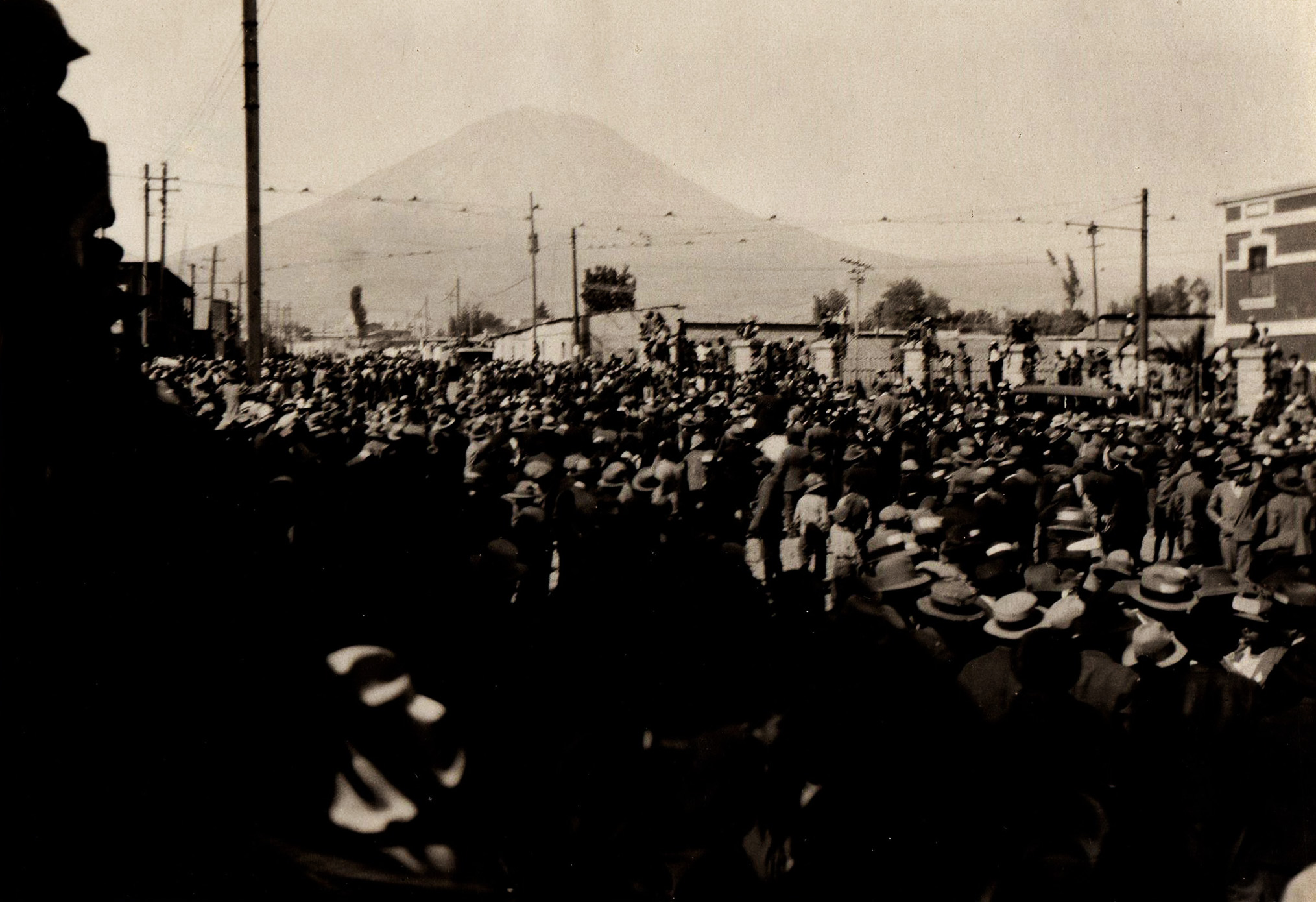
Rebelión contra Leguia en Arequipa (1930)

La crisis mundial de 1929, tuvo efectos gravísimos en la economía nacional del Perú. Los sectores obreros, directamente afectados por el alza del costo de vida y la escasez de subsistencias, fueron los primeros en alzar su protesta. El ejército también mostró su descontento. La evidente corrupción administrativa, por la que allegados o amigos del presidente se beneficiaron a lo largo del régimen, así como la firma de los tratados con Colombia y Chile con cesión territorial, acentuaron más la oposición al gobierno. Se rumorearon acciones subversivas e intentos de asesinato del presidente.
El 22 de agosto de 1930, el comandante Luis Miguel Sánchez Cerro, al mando de la guarnición de Arequipa, se pronunció contra el gobierno. El movimiento revolucionario se propagó rápidamente por el sur del país. También en Lima el ambiente era favorable para la revolución. Para dominar la situación Leguía pretendió formar un gabinete militar, pero en las primeras horas de la madrugada del 25 de agosto la guarnición de Lima solicitó su renuncia.
Leguía aceptó y renunció el mando, que quedó en manos de una Junta Militar de Gobierno presidida por el general Manuel María Ponce Brousset. Dos días después este entregaría el poder a Sánchez Cerro, quien arribó a la capital en avión.

## Autoridades

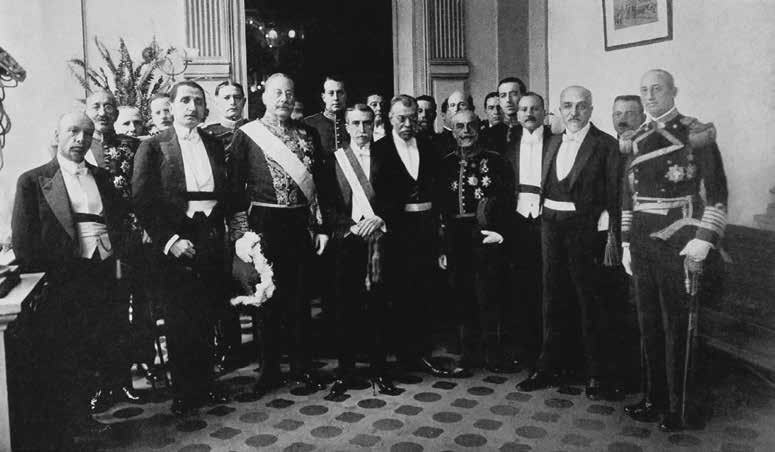
Augusto Leguía y sus ministros en la embajada española en Lima, durante las fiestas del Centenario de la Independencia del Perú, julio de 1921.

### Ministros
| Ministerio                                  | Ministros | Periodo |
| ------------------------------------------- | --- | --- |
| Presidencia del Consejo de Ministros        | Mariano H. Cornejo Zenteno Melitón F. Porras Osores Germán Leguía y Martínez Julio E. Ego-Aguirre Dongo Alejandrino Maguiña Icaza Pedro José Rada y Gamio Benjamín Huamán de los Heros | 4 de julio de 1919 - 24 de agosto de 1919 25 de agosto de 1919 - 6 de diciembre de 1919 6 de diciembre de 1919 - 7 de octubre de 1922 7 de octubre de 1922 - 12 de octubre de 1924 12 de octubre de 1924 - 7 de diciembre de 1926 7 de diciembre de 1926 - 12 de octubre de 1926 12 de octubre de 1926 - 24 de agosto de 1930 |
| Relaciones Exteriores                       | Melitón F. Porras Osores Germán Leguía y Martínez Alberto Salomón Osorio Germán Leguía y Martínez Alberto Salomón Osorio Julio E. Ego-Aguirre Dongo Alberto Salomón Osorio César A. Elguera Alberto Salomón Osorio César A. Elguera Pedro José Rada y Gamio Pedro M. Oliveira Julio V. Goicochea Álvarez | 4 de julio de 1919 – 30 de agosto de 1920 31 de agosto de 1920 - 1 de octubre de 1920 1 de octubre de 1920 - 18 de marzo de 1921 18 de marzo de 1921 - 4 de abril de 1921 4 de abril de 1921 - 27 de febrero de 1924 27 de febrero de 1924 - 29 de abril de 1924 29 de abril de 1924 - 4 de mayo de 1924 4 de mayo de 1924 - 12 de octubre de 1924 12 de octubre de 1924 - 19 de junio de 1925 19 de junio de 1925 - 25 de septiembre de 1926 25 de septiembre de 1926 - 6 de marzo de 1930 6 de marzo de 1930 - 24 de agosto de 1930 24 de agosto de 1930 - 25 de agosto de 1930                                             |
| Hacienda y Comercio                         | Ismael de Idiáquez Fernando Carlos Fuchs y Carrera Abraham Rodríguez Dulanto Marcial Pastor Enrique de la Piedra Benjamín Huamán de los Heros Manuel Gregorio Masías Fernando Carlos Fuchs y Carrera | 4 de julio de 1919 - 12 de agosto de 1919 12 de agosto de 1919 - 7 de marzo de 1919 7 de marzo de 1919 - 5 de mayo de 1924 5 de mayo de 1924 - 12 de octubre de 1924 12 de octubre de 1924 - 19 de junio de 1925 19 de junio de 1925 - 24 de septiembre de 1925 24 de septiembre de 1925 - 1 de agosto de 1930 1 de agosto de 1930 - 25 de agosto de 1930 |
| Justicia, Instrucción, Culto y Beneficencia | Arturo Osores Cabrera Alberto Salomón Osorio Óscar César Barrós Mesinas Julio E. Ego-Aguirre Dongo Alejandrino Maguiña Icaza Pedro M. Oliveira Matías León Carrera José Ángel Escalante Germán Yáñez | 4 de julio de 1919 - 6 de diciembre de 1919 6 de diciembre de 1919 - 1 de octubre de 1920 1 de octubre de 1920 - 28 de julio de 1922 28 de julio de 1922 - 10 de mayo de 1924 10 de mayo de 1924 - 9 de diciembre de 1926 9 de diciembre de 1926 - 6 de marzo de 1929 6 de marzo de 1929 - 5 de marzo de 1930 5 de marzo de 1930 - 24 de agosto de 1930 24 de agosto de 1930 - 25 de agosto de 1930 |
| Gobierno y Policía                          | Mariano H. Cornejo Zenteno Alejandrino Maguiña Icaza Germán Leguía y Martínez Pedro José Rada y Gamio Jesús M. Salazar José Manuel García Córdova Celestino Manchego Muñoz Arturo Rubio Benjamín Huamán de los Heros Roberto López                                                                       | 4 de julio de 1919 - 24 de agosto de 1919 24 de agosto de 1919 – 6 de diciembre de 1919 6 de diciembre de 1919 - 8 de octubre de 1922 8 de octubre de 1922 - 12 de octubre de 1924 12 de octubre de 1924 - 2 de agosto de 1926 2 de agosto de 1926 - 26 de diciembre de 1926 26 de diciembre de 1926 - 24 de diciembre de 1927 24 de diciembre de 1927 - 12 de octubre de 1929 12 de octubre de 1929 - 24 de agosto de 1930 24 de agosto de 1930 - 25 de agosto de 1930 |
| Fomento y Obras Públicas                    | Salvador Gutiérrez Pestana Matías León Carrera Salvador Olivares Julio Ego-Aguirre Dongo Pedro José Rada y Gamio Lauro Curletti Pío Max Medina Manuel Gregorio Masías Pedro José Rada y Gamio Celestino Manchego Muñoz Ernesto Sousa Matute ? Alfredo Mendiola Eulogio Castillo                          | 4 de julio de 1919 - agosto de 1919 agosto de 1919 - 6 de diciembre de 1919 6 de diciembre de 1919 - 27 de abril de 1920 27 de abril de 1920 - 8 de marzo de 1921 8 de marzo de 1921 - 14 de agosto de 1921 15 de agosto de 1921 - 16 de febrero de 1923 1 de marzo de 1923 - 5 de mayo de 1924 12 de octubre de 1924 - 20 de julio de 1925 20 de julio de 1925 - 26 de septiembre de 1926 26 de septiembre del 1926 - diciembre de 1926 diciembre de 1926 - 25 de noviembre de 1927 25 de noviembre de 1927 - 12 de octubre de 1929 12 de octubre de 1929 - 24 de agosto de 1930 24 de agosto de 1930 - 25 de agosto de 1930 |
| Guerra y Marina                             | Carlos Isaac Abril Galindo José Ramón Pizarro Gerardo Álvarez | 4 de julio de 1919 - 24 de agosto de 1919 24 de agosto de 1919 - ? ? - diciembre de 1919 |
| Guerra                                      | Gerardo Álvarez Gabriel Velarde Álvarez Germán Luna Iglesias Óscar César Barrós Mesinas Benjamín Huamán de los Heros Alfredo Piedra y Salcedo Juan Manuel de la Torre Fermín Málaga Santolalla José Luis Salmón                                                                                          | diciembre de 1919 - marzo de 1920 marzo de 1920-1921 1921-1922 1922 1922-1924 12 de octubre de 1924 - noviembre de 1924 noviembre de 1924 - 1925 1925 - 1928 1928 - 1930 |
| Marina                                      | Juan Manuel Ontaneda Vallejo Lauro A. Curletti Augusto Loayza Carlos Rotalde Gonzales del Valle Fermín Málaga Santolalla | diciembre de 1919 - enero de 1921 |

| Predecesor: República Aristocrática | Historia republicana del Perú 1919 - 1930 | Sucesor: Tercer militarismo |